# Tampere Open 2008
Il Tampere Open 2008 è stato un torneo di tennis facente parte della categoria ATP Challenger Series nell'ambito dell'ATP Challenger Series 2008. Il torneo si è giocato a Tampere in Finlandia dal 28 luglio al 3 agosto 2008 su campi in terra rossa e aveva un montepremi di €42 500.

## Vincitori

### Singolare
Mathieu Montcourt ha battuto in finale  Flavio Cipolla con il punteggio di 6–2, 6–2

### Doppio
Ervin Eleskovic /  Michael Ryderstedt hanno battuto in finale  Harri Heliövaara /  Henri Kontinen con il punteggio di 6–3, 6–4